# Batalha de Rullion Green

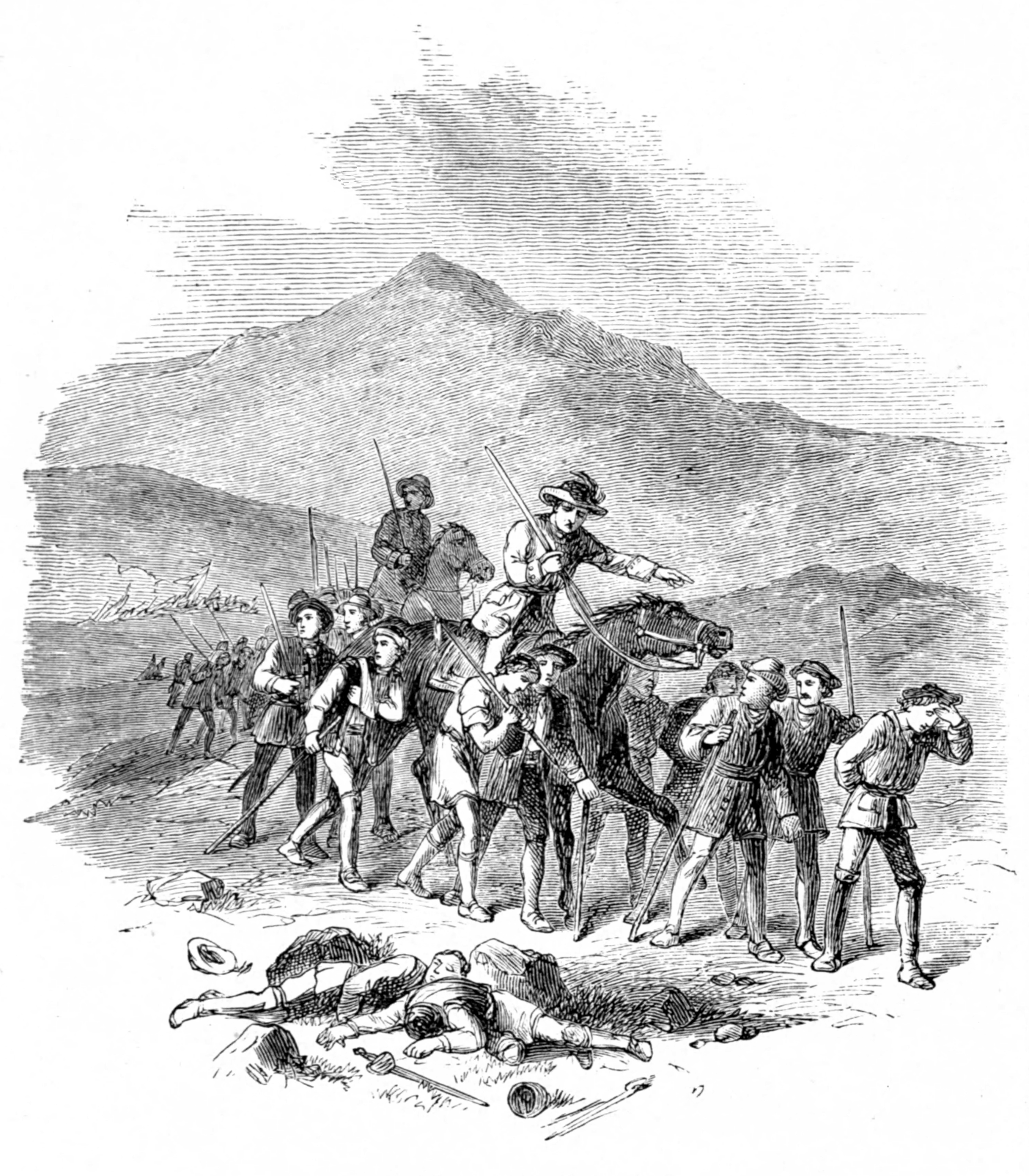
Batalha de Rullion Green

A Batalha de Rullion Green ocorreu em 28 de novembro de 1666, perto das Pentland Hills, em Midlothian, Escócia. Foi a única batalha significativa da Revolta da Pentland, uma breve revolta dos dissidentes do Covenanters contra o governo escocês.
Provocado pela oposição à restauração do episcopalismo na Igreja da Escócia, um exército Covenanters sob o comando do coronel James Wallace foi derrotado por uma força governamental liderada por Tam Dalyell dos Binns.
Embora as baixas tenham sido relativamente leves, entre 40 e 50 Covenanters foram mortos e até 85 prisioneiros foram levados, muitos dos quais teriam sido torturados. 36 foram executados e outros transportados para Barbados, enquanto a agitação continuou nas duas décadas seguintes, culminando no longo período de repressão de 1679 a 1688 conhecido como The Killing Time.